# 奧西奧 (密歇根州)
奧西奧（英語：Osseo）是位於美國密歇根州希爾斯代爾縣傑佛遜鎮區的一個非建制地區。

## 地理
奧西奧所處的海拔為高於海平面338米（即1109英呎），而該地所採用的時區為UTC-5，即北美东部時區（EST）。同時該地設有夏令時間，為UTC-5調快一小時，即UTC-4（EDT）。